# Leopoldsorden (Österrike)

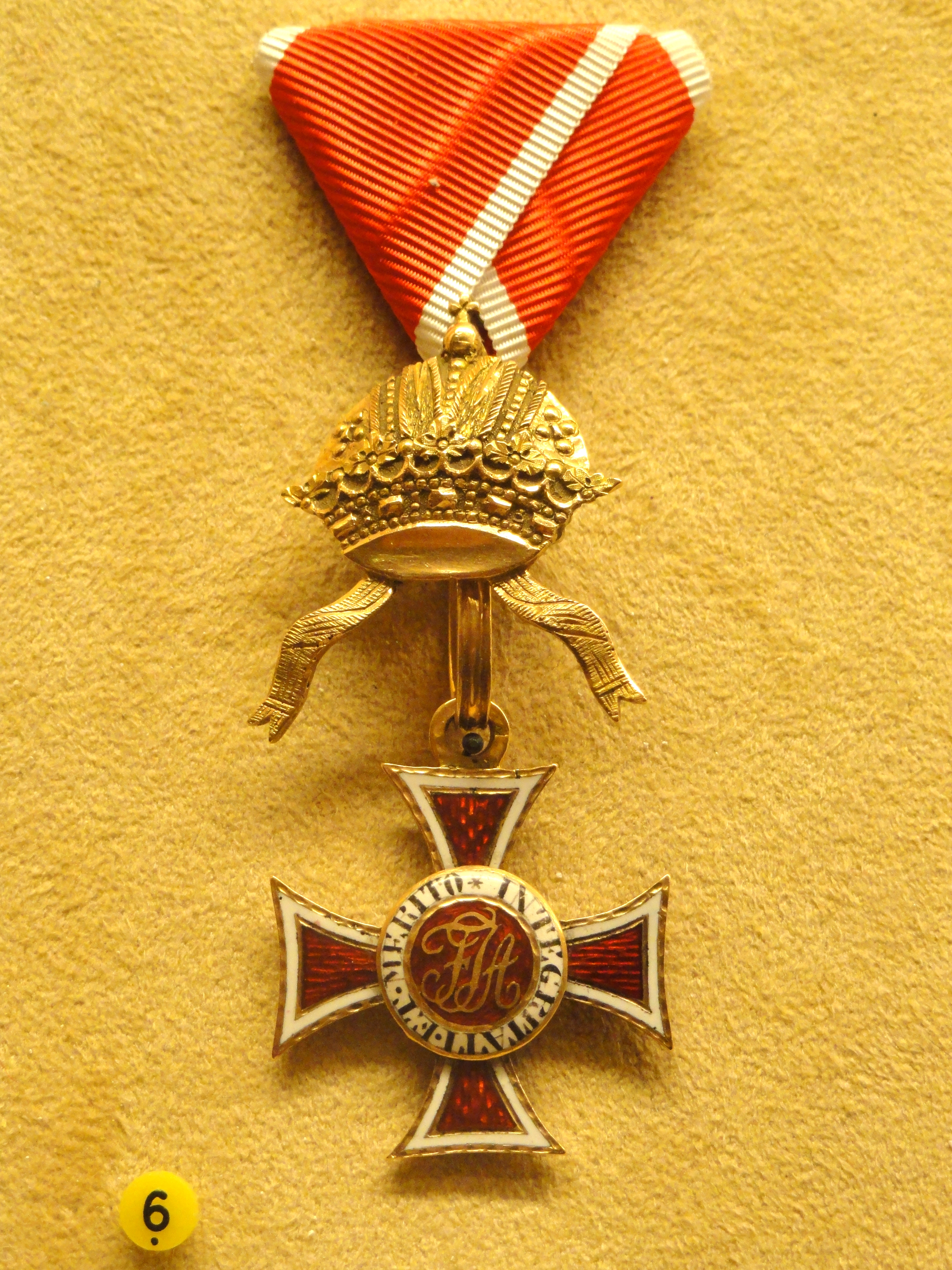
Leopoldsorden.

Leopoldsorden var en civil- och militärförtjänstorden i tre klasser instiftad den 8 januari 1808 av kejsar Frans I till åminnelse av hans fader, kejsar Leopold II. Tecknet, ett krönt, åtta-uddigt, rödemaljerat kors med vit infattning och, mellan uddarna, eklöv med ollon, visar på mittsköldens framsida bokstäfverna F. I. A. (Franciscus Imperator Austria; "Frans, kejsare av Österrike"). Omgivna av orden Integritati et merito ("Åt rättskaffenshet och förtjänst"), och på dess baksida, inom en eklövskrans, Leopolds valspråk Opes regum corda subditorum ("Begenternas rikedom undersåtarnas hjärtan"). Bandet är rött, med vit kant.